# Episodi de Il giallo della poltrona (seconda stagione)
La seconda stagione della serie televisiva Il giallo della poltrona è stata trasmessa in anteprima nel Regno Unito dalla Independent Television tra l'8 gennaio 1980 e il 30 dicembre 1981.
| nº | Titolo originale                                       | Titolo italiano | Prima TV Regno Unito | Prima TV Italia |
| -- | ------------------------------------------------------ | --------------- | -------------------- | --------------- |
| 1  | The Victim (Part 1)                                    |                 | 8 gennaio 1980       |                 |
| 2  | The Victim (Part 2)                                    |                 | 10 gennaio 1980      |                 |
| 3  | The Victim (Part 3)                                    |                 | 15 gennaio 1980      |                 |
| 4  | The Victim (Part 4)                                    |                 | 17 gennaio 1980      |                 |
| 5  | The Victim (Part 5)                                    |                 | 22 gennaio 1980      |                 |
| 6  | The Victim (Part 6)                                    |                 | 24 gennaio 1980      |                 |
| 7  | Dead Man's Kit (Part 1)                                |                 | 29 gennaio 1980      |                 |
| 8  | Dead Man's Kit (Part 2)                                |                 | 31 gennaio 1980      |                 |
| 9  | Dead Man's Kit (Part 3)                                |                 | 5 febbraio 1980      |                 |
| 10 | Dead Man's Kit (Part 4)                                |                 | 7 febbraio 1980      |                 |
| 11 | Dying Day (Part 1): Mr. Skipling is Sentenced to Death |                 | 12 febbraio 1980     |                 |
| 12 | Dying Day (Part 2): Mr. Skipling Finds a Friend        |                 | 14 febbraio 1980     |                 |
| 13 | Dying Day (Part 3): Mr. Skipling Fights Back           |                 | 19 febbraio 1980     |                 |
| 14 | Dying Day (Part 4): Mr. Skipling's Day of Reckoning    |                 | 21 febbraio 1980     |                 |
| 15 | Fear of God (Part 1): A Question of Gravity            |                 | 26 febbraio 1980     |                 |
| 16 | Fear of God (Part 2): The Noise                        |                 | 28 febbraio 1980     |                 |
| 17 | Fear of God (Part 3): The Music Room                   |                 | 4 marzo 1980         |                 |
| 18 | Fear of God (Part 4): Bang!                            |                 | 6 marzo 1980         |                 |
| 19 | High Tide (Part 1)                                     |                 | 11 marzo 1980        |                 |
| 20 | High Tide (Part 2)                                     |                 | 13 marzo 1980        |                 |
| 21 | High Tide (Part 3)                                     |                 | 18 marzo 1980        |                 |
| 22 | High Tide (Part 4)                                     |                 | 20 marzo 1980        |                 |
| 23 | The Circe Complex (Part 1)                             |                 | 25 marzo 1980        |                 |
| 24 | The Circe Complex (Part 2)                             |                 | 27 marzo 1980        |                 |
| 25 | The Circe Complex (Part 3)                             |                 | 1º aprile 1980       |                 |
| 26 | The Circe Complex (Part 4)                             |                 | 3 aprile 1980        |                 |
| 27 | The Circe Complex (Part 5)                             |                 | 8 aprile 1980        |                 |
| 28 | The Circe Complex (Part 6)                             |                 | 10 aprile 1980       |                 |
| 29 | The Chelsea Murders                                    |                 | 30 dicembre 1981     |                 |